# Războiul pentru succesiunea poloneză
Războiul pentru succesiunea poloneză (1733-1738) a fost un conflict între armatele aliate ale Rusiei și Austriei 
împotriva Franței pentru controlul Poloniei.

## Desfășurarea războiului
După moartea regelui August al II-lea în 1733, Austria și Rusia l-au sprijinit pe fiul acestuia, Frederic August de Saxonia, ca viitor rege al Poloniei. Cu toate acestea, francezii îl susțineau pe socrul lui Ludovic al XV-lea, Stanisław Leszczyński, care a fost impus pe tron pe nedrept sub numele de Stanisław I, de o majoritate a nobililor polonezi. În 1733, trupele ruse au invadat Polonia și s-au asigurat că August al III-lea accede la tron. Stanisław a fugit la Danzig (Gdańsk), unde a fost urmărit de armata rusă. Luptele dintre Rusia și Franța s-au extins de-a lungul Rinului până în Italia. Spania și Sardinia s-au alăturat Franței, iar Austria s-a alăturat Rusiei. Negocierile de pace au început în 1735, dar tratatul final nu a fost semnat până în 1738. Stanisław I a renunțat la tronul Poloniei, dar a moștenit ducatul Lorena, care la moartea sa a revenit la Franța. Spania a obținut Napoli și Sicilia de la Austria. Franța a fost garantul pentru Pragmatica Sancțiune prin care Maria Terezia a Austriei, fiica lui Carol al VI-lea avea să moștenească tronul Austriei.